# Margaret de Braose
Margaret de Braose, señora de Trim (m. después de 1255), fue una noble anglogalesa, la hija de William de Braose, IV señor de Bramber, y de la legendaria Maud de St. Valéry, a la que dejaron morir de hambre por orden del rey Juan de Inglaterra. Margaret fundó una casa religiosa, el hospital de St. John, en memoria de su madre. Fue la esposa de Walter de Lacy, señor de Trim (condado de Meath, Irlanda) y de Ludlow (Shropshire).

## Familia
Margaret fue la hija de William de Braose, IV señor de Bramber, un poderoso señor de las Marcas Galesas, y de Maud de St. Valéry. Se dice que tuvo unos quince hermanos, aunque solo constan ocho. Sus abuelos paternos fueron William de Braose, III señor de Bramber, y de Bertha de Hereford; y sus abuelos maternos, Bernard de St. Valéry y Matilda.

## Matrimonio y descendencia
En noviembre de 1200, Margaret contrajo nupcias con Walter de Lacy, señor de Trim (Meath, Irlanda) y de Ludlow (Shropshire, Inglaterra), que también poseía muchas propiedades y señoríos en Herefordshire, como Ewyas Lacy. Posteriormente, se le designó sheriff de Hereford. Era un matrimonio ventajoso, ya que tanto Walter como el padre de Margaret poseían castillos y señoríos en las Marcas Galesas y en Irlanda, y, pues, ambos se ocupaban de los intereses del otro en ambos lugares.
Walter y Margaret tuvieron seis hijos al menos, entre ellos:
- Gilbert de Lacy (1202 – 25 de diciembre de 1230), que se casó con Isabel Bigod (el primer marido de ella), con la que tuvo descendencia.
- Pernel de Lacy (1201 – después del 25 de noviembre de 1288), que se casó con William St. Omer, en primer lugar; y, posteriormente, con Ralph IV de Toeni, con el que tuvo descendencia.
- Egidia de Lacy (h. 1205 – 24 de febrero de 1240), que se casó con Richard Mór de Burgh, con el que tuvo descendencia.

## Hospital de St. John
En 1208, los padres de Margaret perdieron el favor de su señor, el rey Juan, que se apoderó de todos los castillos que los de Braose tenían en las Marcas Galesas. Con el fin de escapar de la ira vengativa de Juan, su madre y su hermano mayor, William, huyeron a Irlanda, donde se refugiaron con Margaret y su familia en el castillo de Trim. Sin embargo, en 1210 el rey mandó a una expedición a Irlanda. Maud y William escaparon de Trim, pero los capturaron en la costa de Antrim mientras intentaban zarpar a Escocia. Los enviaron a Inglaterra, donde les dejaron morir de hambre en el calabozo del castillo de Corfe (Dorset), por orden del rey Juan. A Walter de Lacy se le confiscaron sus bienes, que pasaron a manos de la Corona como castigo por haber amparado a traidores en su castillo.
Hacia 1215, Walter y Margaret volvieron a contar con el favor del rey, y a Walter se le devolvieron sus propiedades confiscadas. Como una muestra más del favor de Juan, Walter recibió el cargo de castellano y sheriff de Hereford al año siguiente, y Margaret obtuvo permiso para fundar una casa religiosa en memoria de su madre. El 10 de octubre de 1216, ocho días de su muerte, el rey le concedió a Margaret tres carucatos de tierra en el bosque real de Aconbury (Herefordshire) por la construcción del hospital de St. John. El rey le envió a Walter las instrucciones por medio de patentes. Debido a los posteriores intentos de Margarita por liberar a la fundación del control de los hospitalarios, la noble se metió en una prolongada disputa que acabaría por involucrar al Papa.
Se desconoce la fecha exacta de su muerte, que sucedió después del año 1255. Su marido había fallecido en 1241, con lo que dejó en herencia sus extensos señoríos y propiedades a sus nietas Margery de Lacy y Maud de Lacy, baronesa Geneville.